# 蒙萨诺
蒙萨诺（義大利語：Monsano），是意大利安科纳省的一个市镇。总面积14.29平方公里，人口3223人，人口密度225.5人/平方公里（2009年）。ISTAT代码为042025。